# Knights of the Sky
Knights of the Sky est un simulateur de vol de combat sorti sur les plates-formes Amiga, Atari ST et DOS.
Ce jeu en 3D temps réel se déroule durant la Première Guerre mondiale, les missions consistent en des reconnaissances, des combats aériens et des bombardements autour des tranchées.